# Franz Arnold von der Asseburg
Franz Arnold von der Asseburg (* 20. September 1712; † 21. Juli 1790) war Dompropst in Paderborn und Domherr in Münster und Hildesheim.

## Leben

### Herkunft und Familie
Franz Arnold von der Asseburg entstammte dem niedersächsischen Adelsgeschlecht von der Asseburg. Er war der Sohn des Ernst Konstantin von der Asseburg, Drost zu Wünnenberg und Geheimer Rat, und dessen Gemahlin Lucia Odilia von Wolff-Metternich zur Gracht. Sein Bruder Wilhelm Anton war Fürstbischof in Paderborn, Hermann Werner kurkölnischer Oberhofmeister. Franz Arnolds Neffe Friedrich Wilhelm von Westphalen war Fürstbischof in Hildesheim und Paderborn.

### Werdegang und Wirken
Franz Arnold erhielt bereits im Jahre 1732 durch päpstliche Provision eine Dompräbende in Hildesheim und studierte dann in Paderborn und in den Jahren 1736 und 1737 in Rom. Nach Abschluss des Bienniums, welches Voraussetzung für den geistlichen Beruf war, folgte eine Kavalierstour nach Belgien, Frankreich und Oberitalien. Im Jahre 1746 erhielt er durch den Verzicht des Domherrn Mauritz Karl von der Horst zu Cappeln eine Präbende in Paderborn. Hier folgte am 31. Juli 1746 die Aufschwörung. Durch die guten Beziehungen seines Bruders Hermann Werner kam er 1752 in den Besitz des Archidiakonats Hildesheim, wurde Hildesheimer Domkantor und Schatzrat sowie 1754 Geheimer Rat. 1759 verzichtete in Münster Friedrich Karl von Fürstenberg auf seine Präbende und übertrug sie Franz Arnold. Schon 1765 verzichtete er zugunsten des Domherrn Mauritz Friedrich von Brabeck. Im Jahre 1763 erhielt Franz Arnold von seinem Bruder Wilhelm Anton die Paderborner Domscholasterei. 1772 trat er als Novize in den Hildesheimer Kapuzinerorden ein und versuchte hier mehrmals vergeblich, zuletzt im Oktober 1775 bei den Franziskanern in Borken, in einem Orden Fuß zu fassen. 1777 wurde er zum Domscholaster in Hildesheim ernannt und war in den Jahren 1778 bis 1790 Domsenior des Domkapitels Hildesheim. Am 15. Juni 1786 wurde er zum Dompropst in Paderborn gewählt, nachdem sein Vorgänger Wilhelm Joseph von Weichs verstorben war. Franz Arnold besaß keine ausgeprägte starke Persönlichkeit und dürfte durch den Einfluss seiner Familie in die Ämter gekommen sein.